# Abbas Hadżdż Kenari
Abbas Hadżdż Kenari (pers. عباس حاج كنارى; ur. 1 stycznia 1974) – irański zapaśnik w stylu wolnym. Olimpijczyk z Atlanty 1996, gdzie zajął dziewiętnaste miejsce w kategorii 64 kg.
Trzykrotny uczestnik mistrzostw świata, na których zdobył dwa medale. Złoto w 1997 i srebro w 1998. Dwa medale mistrzostw Azji, złoty w 1997. Trzeci w Pucharze Świata w 1995 i 1998. Uniwersytecki mistrz świata w 1998 roku.